# Andrena skorikovi
Andrena skorikovi är en biart som beskrevs av Popov 1940. Andrena skorikovi ingår i släktet sandbin, och familjen grävbin. Inga underarter finns listade i Catalogue of Life.